# موتوكي إيماكوا
موتوكي إيماگَوا (باليابانية: 今川 元樹) (17 مايو 1980 في طوكيو في اليابان – )؛ هو لاعب كرة قدم ياباني سابق كان يلعب كلاعب وسط.

## وصلات خارجية
- موتوكي إيماكوا على موقع رابطة كرة القدم اليابانية للمحترفين (اليابانية)